# حسادت آشکار
حسادت آشکار (کره‌ای: 질투의 화신; لاتین‌نویسی اصلاح‌شده: Jiltueui Hwasin) یا جرئت خیالبافی به خودت نده (انگلیسی: Don't Dare to Dream) یک مجموعهٔ تلویزیونی کره جنوبی سال ۲۰۱۶ با بازی گونگ هیو جین، جو جونگ سوک، گو کیونگ پیو، لی می-سوک، پارک جی یونگ، لی سونگ جه و سو جی هه است. این مجموعه از ۲۴ اوت تا ۱۰ نوامبر ۲۰۱۶، چهارشنبه و پنجشنبه‌ها ساعت ۲۲:۰۰ (کی‌اس‌تی) از اس‌بی‌اس برای ۲۴ قسمت پخش شد.0

## خلاصه داستان
این درام رقابت شدید در یک ایستگاه پخش بین گوینده اخبار لی هوا شین (جو جونگ سوک) و گزارشگر آب‌وهوا پیو نا ری (گونگ هیو جین) را به تصویر می‌کشد.

## بازیگران

### اصلی
- گونگ هیو جین در نقش پیو نا ری
- جو جونگ سوک در نقش لی هوا شین[۴]
- گو کیونگ پیو در نقش گو جونگ وون[۵]
- لی می-سوک در نقش کیه سونگ سوک
- پارک جی یونگ در نقش بانگ جا یونگ
- لی سونگ جه در نقش کیم راک
- سو جی هه در نقش هونگ هه وون

### مکمل

#### کریزی ۱۸
- مون گا یونگ در نقش لی پال گانگ
- کیم جونگ-هیون در نقش پیو چی یول، برادر نا ری
- آن وو یون در نقش اوه ده گو

#### اطرافیان لی هوا-شین
- پارک جونگ سو در نقش مادر هوا شین
- یون دا هون در نقش لی جونگ شین، برادر لی هوا شین و پدر پال گانگ

#### اطرافیان گو جونگ وون
- چوی هوا جونگ در نقش کیم ته را، مادر جونگ وون و خواهر کیم راک
- پارک سونگ هون در نقش منشی چا

#### افراد در شرکت پخش اس‌بی‌سی
- کوان هه هیو در نقش اوه جونگ-هوا
- جونگ سانگ هون در نقش چوی دونگ-کی
- یو جه-میونگ در نقش اوم کی-ده
- پارک هوان-هی در نقش کوم سو-جونگ
- پارک اون-جی در نقش پارک جین
- سو یو-ری در نقش هونگ
- کیم یه-وون در نقش نا جو-هی
- جون جی-آن در نقش ایم سو-می
- یو جونگ-ره در نقش کان می-یونگ
- لی چه-وون در نقش یانگ سونگ-سوک
- پارک سو-یونگ در نقش جانگ هی-سو
- سونگ چانگ-هون در نقش کارمند آژانس جدید
- لی میونگ-هنگ در نقش گوینده اخبار ساعت ۷

#### افراد در راک ویلا
- سو اون سو در نقش ری هونگ-دان، نامادری نا-ری و چی-یول
- سول وو-هیونگ در نقش پیو بوم، برادر ناتنی نا-ری
- سو هیون-سوک در نقش لی سونگ-هان

#### افراد در بیمارستان سون
- به هه سون در نقش کوم سوک-هو، آنکلوژیست
- پارک جین-جو در نقش پرستار اوه جین-جو

### سایر بازیگران
- مین جونگ-سوب
- سونگ ها-ریم در نقش منشی دفتر مدرسه که در جشنواره شرکت کرد
- یو اون-بوک در نقش جراح
- چوی کیو-شیک در نقش راننده تاکسی
- لی دو-یوب
- جانگ هه-مین
- لی یون-ساتگ در نقش رئیس اجرایی هتل گروه یونی
- کوان اون-سو

### حضور ویژه
- بم‌بم در نقش گای در کلوپ شبانهٔ تایلند (قسمت ۱)[۶]
- وی‌ویان چا در نقش دوست‌دختر گای (قسمت ۱)
- یو جه-میونگ در نقش گوینده اخبار
- لی جونگ اون در نقش پزشک
- اوه سه-دوک در نقش آشپز رستوران چینی
- جونگ کیونگ-سون در نقش مادر پیو نا-ری
- هان جی مین در نقش هان جی-مین (قسمت ۱۱)
- کیم کیونگ-ران در نقش داور استخدام باز گوینده (قسمت ۱۴)
- آن هه-کیونگ در نقش متقاضی گویندگی (قسمت ۱۴)
- جون هیون-مو در نقش متقاضی گویندگی (گوینده اس‌بی‌اس) (قسمت ۱۴)
- اوه جونگ-یون در نقش متقاضی گویندگی (قسمت ۱۴)
- کیم یون-سانگ در نقش متقاضی گویندگی (گوینده اس‌بی‌اس) (قسمت ۱۴)
- لی سون کیون (صدا) (قسمت ۱۵)
- کو سونگ هی در نقش هونگ سو-یونگ (قسمت ۱۷)

## مزایدهٔ حقوق پخش
کی‌بی‌اس۲ و اس‌بی‌اس هر دو تمایل خود را به حق پخش حسادت آشکار نشان دادند. وقتی گروه بازیگران برای اولین بار در فوریه ۲۰۱۶ اعلام شد، این درام در حال مذاکره برای پخش در کی‌بی‌اس۲ بود، اما اس‌بی‌اس تصمیم گرفت که به جنگ پیشنهاد قیمت بپیوندد. در آوریل ۲۰۱۶ اعلام شد که اس‌بی‌اس حقوق پخش این درام را برنده شده‌است.

## ریتینگ
- در جدول زیر،  اعداد آبی کمترین رتبه را دارند و  اعداد قرمز بیشترین رتبه را نشان می‌دهند.
- NR نشان می‌دهد که درام در ۲۰ برنامهٔ برتر روزانه در آن تاریخ قرار نگرفته‌است.

| قسمت    | تاریخ پخش اصلی  | میانگین سهم مخاطب | میانگین سهم مخاطب | میانگین سهم مخاطب | میانگین سهم مخاطب |
| قسمت    | تاریخ پخش اصلی  | TNmS              | TNmS              | AGB Nielsen       | AGB Nielsen       |
| قسمت    | تاریخ پخش اصلی  | سراسر کشور        | سئول              | سراسر کشور        | سئول              |
| ------- | --------------- | ----------------- | ----------------- | ----------------- | ----------------- |
| ۱       | ۲۴ اوت ۲۰۱۶     | ۶٫۹٪ (NR)         | ۸٫۸٪ (دوازدهم)    | ۷٫۳٪ (نوزدهم)     | ۸٫۱٪ (هفدهم)      |
| ۲       | ۲۵ اوت ۲۰۱۶     | ۷٫۹٪ (هجدهم)      | ۹٫۱٪ (دوازدهم)    | ۸٫۳٪ (پانزدهم)    | ۹٫۲٪ (سیزدهم)     |
| ۳       | ۳۱ اوت ۲۰۱۶     | ۸٫۰٪ (بیستم)      | ۱۰٫۳٪ (یازدهم)    | ۸٫۷٪ (سیزدهم)     | ۱۰٫۱٪ (نهم)       |
| ۴       | ۱ سپتامبر ۲۰۱۶  | ۸٫۶٪ (چهاردهم)    | ۱۰٫۰٪ (هفتم)      | ۹٫۱٪ (دهم)        | ۹٫۹٪ (هشتم)       |
| ۵       | ۷ سپتامبر ۲۰۱۶  | ۸٫۲٪ (هجدهم)      | ۱۰٫۰٪ (یازدهم)    | ۹٫۹٪ (هفتم)       | ۱۱٫۲٪ (پنجم)      |
| ۶       | ۸ سپتامبر ۲۰۱۶  | ۸٫۲٪ (هفدهم)      | ۱۰٫۰٪ (یازدهم)    | ۹٫۲٪ (یازدهم)     | ۱۰٫۷٪ (ششم)       |
| ۷       | ۱۴ سپتامبر ۲۰۱۶ | 7.6% (NR)         | ۹٫۱٪ (هشتم)       | ۸٫۱٪ (یازدهم)     | ۹٫۱٪ (نهم)        |
| ۸       | ۱۵ سپتامبر ۲۰۱۶ | ۱۰٫۳٪ (هفتم)      | ۱۱٫۵٪ (چهارم)     | ۱۰٫۱٪ (چهارم)     | ۱۱٫۹٪ (چهارم)     |
| ۹       | ۲۱ سپتامبر ۲۰۱۶ | ۱۰٫۱٪ (دهم)       | ۱۳٫۱٪ (چهارم)     | ۱۲٫۳٪ (چهارم)     | ۱۳٫۵٪ (چهارم)     |
| ۱۰      | ۲۲ سپتامبر ۲۰۱۶ | ۱۰٫۲٪ (هشتم)      | ۱۲٫۹٪ (چهارم)     | ۱۳٫۲٪ (چهارم)     | ۱۴٫۸٪ (چهارم)     |
| ۱۱      | ۲۸ سپتامبر ۲۰۱۶ | ۱۰٫۲٪ (دوازدهم)   | ۱۱٫۹٪ (پنجم)      | ۱۲٫۱٪ (چهارم)     | ۱۳٫۵٪ (چهارم)     |
| ۱۲      | ۲۹ سپتامبر ۲۰۱۶ | ۱۱٫۴٪ (ششم)       | ۱۳٫۶٪ (چهارم)     | ۱۲٫۳٪ (چهارم)     | ۱۳٫۵٪ (چهارم)     |
| ۱۳      | ۵ اکتبر ۲۰۱۶    | ۹٫۵٪ (سیزدهم)     | ۱۱٫۶٪ (پنجم)      | ۱۱٫۹٪ (پنجم)      | ۱۳٫۲٪ (چهارم)     |
| ۱۴      | ۶ اکتبر ۲۰۱۶    | ۱۱٫۸٪ (هفتم)      | ۱۴٫۱٪ (چهارم)     | ۱۲٫۶٪ (چهارم)     | ۱۳٫۹٪ (چهارم)     |
| ۱۵      | ۱۲ اکتبر ۲۰۱۶   | ۱۰٫۲٪ (یازدهم)    | ۱۲٫۸٪ (چهارم)     | ۱۱٫۲٪ (ششم)       | ۱۱٫۸٪ (پنجم)      |
| ۱۶      | ۱۳ اکتبر ۲۰۱۶   | ۱۱٫۲٪ (هشتم)      | ۱۳٫۱٪ (دوم)       | ۱۱٫۷٪ (ششم)       | ۱۲٫۹٪ (سوم)       |
| ۱۷      | ۱۹ اکتبر ۲۰۱۶   | ۹٫۸٪ (سیزدهم)     | ۱۲٫۷٪ (چهارم)     | ۱۱٫۳٪ (ششم)       | ۱۲٫۹٪ (چهارم)     |
| ۱۸      | ۲۰ اکتبر ۲۰۱۶   | ۱۰٫۴٪ (یازدهم)    | ۱۲٫۶٪ (پنجم)      | ۱۱٫۸٪ (ششم)       | ۱۳٫۱٪ (چهارم)     |
| ۱۹      | ۲۶ اکتبر ۲۰۱۶   | ۸٫۸٪ (پانزدهم)    | ۱۱٫۷٪ (پنجم)      | ۱۰٫۲٪ (ششم)       | ۱۱٫۵٪ (پنجم)      |
| ۲۰      | ۲۷ اکتبر ۲۰۱۶   | ۱۰٫۰٪ (یازدهم)    | ۱۲٫۱٪ (پنجم)      | ۱۰٫۲٪ (هفتم)      | ۱۱٫۴٪ (پنجم)      |
| ۲۱      | ۲ نوامبر ۲۰۱۶   | ۹٫۱٪ (پانزدهم)    | ۱۱٫۳٪ (پنجم)      | ۹٫۷٪ (هفتم)       | ۱۰٫۷٪ (پنجم)      |
| ۲۲      | ۳ نوامبر ۲۰۱۶   | ۱۰٫۰٪ (چهاردهم)   | ۱۲٫۱٪ (هشتم)      | ۱۰٫۶٪ (هفتم)      | ۱۱٫۶٪ (چهارم)     |
| ۲۳      | ۹ نوامبر ۲۰۱۶   | ۸٫۰٪ (شانزدهم)    | ۱۰٫۴٪ (پنجم)      | ۹٫۴٪ (یازدهم)     | ۱۰٫۲٪ (هشتم)      |
| ۲۴      | ۱۰ نوامبر ۲۰۱۶  | ۹٫۸٪ (چهاردهم)    | ۱۱٫۷٪ (پنجم)      | ۱۱٫۰٪ (پنجم)      | ۱۱٫۸٪ (چهارم)     |
| میانگین | میانگین         | ۹٫۴٪              | ۱۱٫۵٪             | ۱۰٫۵٪             | ۱۱٫۷٪             |

## جوایز
| سال  | مراسم جایزه                     | دسته                                                   | دریافت کننده               | نتیجه    |
| ---- | ------------------------------- | ------------------------------------------------------ | -------------------------- | -------- |
| ۲۰۱۶ | اولین جوایز آرتیست آسیا         | جایزه بهترین آرتیست، بازیگر مرد نقش اول                | جو جونگ سوک                | نامزدشده |
| ۲۰۱۶ | جوایز درامای اس‌بی‌اس             | جایزه بزرگ (دسانگ)                                     | جو جونگ سوک                | نامزدشده |
| ۲۰۱۶ | جوایز درامای اس‌بی‌اس             | جایزه برترین بازیگر مرد در یک درام کمدی رمانتیک        | جو جونگ سوک                | برنده    |
| ۲۰۱۶ | جوایز درامای اس‌بی‌اس             | جایزه برترین بازیگر مرد در یک درام کمدی رمانتیک        | گو کیونگ پیو               | نامزدشده |
| ۲۰۱۶ | جوایز درامای اس‌بی‌اس             | جایزه برترین بازیگر زن در یک درام کمدی رمانتیک         | گونگ هیو جین               | برنده    |
| ۲۰۱۶ | جوایز درامای اس‌بی‌اس             | جایزه برترین بازیگر زن در یک درام کمدی رمانتیک         | لی می-سوک                  | نامزدشده |
| ۲۰۱۶ | جوایز درامای اس‌بی‌اس             | جایزه بازیگری ویژه، بازیگر مرد در یک درام کمدی رمانتیک | جونگ سانگ هون              | نامزدشده |
| ۲۰۱۶ | جوایز درامای اس‌بی‌اس             | جایزه بازیگری ویژه، بازیگر زن در یک درام کمدی رمانتیک  | سو جی هه                   | برنده    |
| ۲۰۱۶ | جوایز درامای اس‌بی‌اس             | جایزه بازیگری ویژه، بازیگر زن در یک درام کمدی رمانتیک  | به هه سون                  | نامزدشده |
| ۲۰۱۶ | جوایز درامای اس‌بی‌اس             | جوایز کی-ویو استار                                     | جو جونگ سوک                | نامزدشده |
| ۲۰۱۶ | جوایز درامای اس‌بی‌اس             | جوایز کی-ویو استار                                     | گونگ هیو جین               | نامزدشده |
| ۲۰۱۶ | جوایز درامای اس‌بی‌اس             | بهترین زوج                                             | جو جونگ سوک و گونگ هیو جین | نامزدشده |
| ۲۰۱۶ | جوایز درامای اس‌بی‌اس             | بهترین زوج                                             | لی می-سوک و پارک جی یونگ   | نامزدشده |
| ۲۰۱۶ | جوایز درامای اس‌بی‌اس             | جایزه ۱۰ ستاره تاپ                                     | جو جونگ سوک                | برنده    |
| ۲۰۱۶ | جوایز درامای اس‌بی‌اس             | جایزه ستاره جدید                                       | گو کیونگ پیو               | برنده    |
| ۲۰۱۶ | جوایز درامای اس‌بی‌اس             | جایزه آکادمی آیدل – بهترین بوسه                        | جو جونگ سوک و گونگ هیو جین | نامزدشده |
| ۲۰۱۷ | پنجاه و سومین جوایز هنری بکسانگ | بهترین بازیگر نقش اول مرد                              | جو جونگ سوک                | نامزدشده |